# مهرداد پنجم

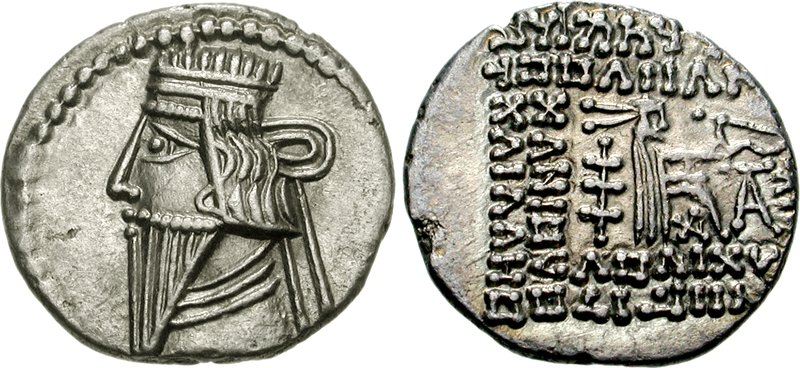
سکه مهرداد پنجم

مهرداد پنجم (اشک بیست و پنجم) (حدود ۱۲۹ تا ۱۴۰ میلادی) در آغاز سده دوم میلادی همچنان کشمکش و مبارزه بر سر قدرت و به دست آوردن مقام پادشاهی میان شاهزادگان خاندان اشکانی همچنان ادامه داشت. خسرو اشکانی در پی این جدال‌های بی‌وقفه و متمادی بر سر تاج و تخت، سرانجام در حدود سال ۱۲۸ میلادی از میدان مبارزه خارج شد و بلاش سوم و مهرداد پنجم در این میدان مبارزه در برابر یکدیگر قرار گرفته و در نبردی سهمگین علیه یکدیگر درگیر شدند. از مهرداد پنجم جز معدودی از سکه‌هایش بر جای نمانده و تاریخ، اطلاعات چشمگیری از زندگی سیاسی و نظامی وی به دست نیامده.

## سالشمار
- ۱۲۹ آغاز سلطنت مهرداد پنجم برادر خسرو اشکانی (یکم) و تداوم درگیری‌های او با بلاش سوم که رقیب مهرداد پنجم بود و در سرزمین‌های شرقی قلمرو حکومت اشکانیان سلطنت می‌کرد.[۱]